# Kira Eggers
Kira Eggers (født 29. november 1974) er en dansk tidligere nøgenmodel og stripper og nuværende klummeskribent, foredragsholder og debatør. Hun er tidligere brevkasseredaktør for Forlaget Rapport, internetportalen Jubii og mandebladet FHM.

## Karriere
Allerede som 14-årig blev Kira Eggers vært på et DR-program. Herefter indledte hun en karriere som nøgenmodel og stripper.
Eggers var gæst i Tæskeholdet to gange i 1997. Hun deltog også i programmet Stripperkongens piger, der blev sendt i 1998, hvor hun blev kendt i den brede offentlighed. Hun har efter eget udsagn aldrig lavet porno, men har dog deltaget i softcorefilm.
Hun har også arbejdet for Playboy TV og har fotograferet Side 9-piger til Ekstra Bladet. I USA har hun lavet fotoserier for både Hustler og Penthouse.
I 2003 deltog Eggers i den Big Brothers tredje sæson, der blev kaldt Big Brother VIP, idet deltagerne for første gang var kendte mennesker. Ved en afstemning blandt FHM-bladets læsere blev hun kåret som den nummer 34 blandt de "Top 100 Sexiest Women of 2004".
Hun udgav et memoir kaldet Den Nøgne Sandhed på forlaget Aschehoug i 2006.
I juni 2011 var hun med i en række kampagnefotos for PETA, og derudover har hun siddet i bestyrelsen hos OASA og Dyreværnet.
I 2012 deltog Eggers i TLC-programmet På egen krop, hvor hun i løbet af 10 uger skulle træne og derefter deltage i en bodybuildingskonkurrence. Derefter uddannede hun sig til fitnessinstruktør, personlig træner og kostvejleder. Dette år var hun også kort med i Big Brother 2012, hvor hun var inde i Big Brother-huset for at se om hun kunne få en reaktion ud af beboerne, der skulle ignorere alle udefrakommende personer.
Hun har sin egen blog og står i spidsen af to private fitnesssteder i et et kurbad i Hornbæk samt et kontorhotel i København. Som selvstændig driver hun virksomheden HOB med primært fokus på e-handel og markedsføring af diverse produkter, og hun er bl.a. blog agent for Bloggers Delight Entertainment.

## Privat
Fra 1998 og to et halvt år frem dannede Eggers par med musikeren Søren Rasted fra popgruppen Aqua.
I 2005-2008 havde hun et forhold til fodboldspilleren Thomas Gravesen. Senere dannede hun par med politibetjenten Thomas Gerster, parret er dog ikke længere sammen. 